# バリ (バーモント州)
バリ（英: Barre、[ˈbæri]）は、アメリカ合衆国バーモント州ワシントン郡の都市である。人口は8,491人（2020年）。バリ市は別の法人格であるバリ町に周囲を囲まれている。州都モントピリアに近く、双子都市を形成している。人口はバリの方が多く、バリ-モントピリア都市圏の商業的中心となっている。
アルフレッド・ヒッチコックの1955年の映画『ハリーの災難』は、1955年9月27日に、バリのパラマウント劇場で封切られた。舞台はバーモント州の小さな村となっている。

## 歴史

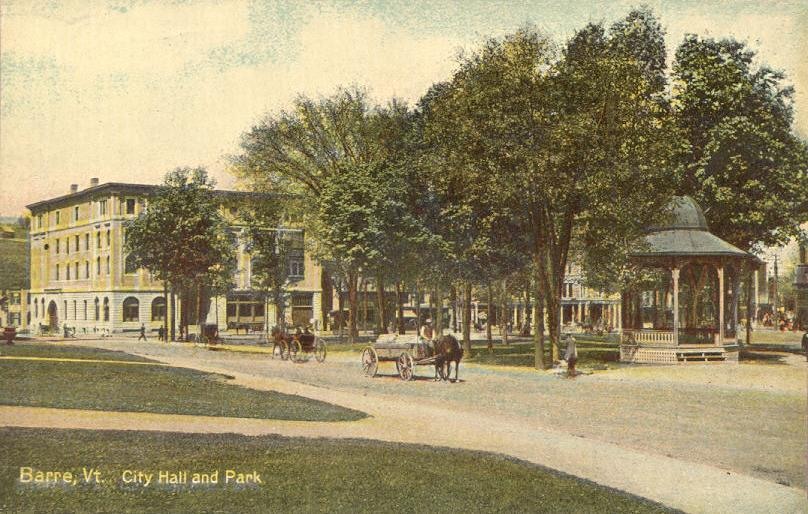
市役所と公園、1910年頃

1780年11月6日、バリの土地がウィリアム・ウィリアムズ他合計65人に払下げられた。当初はワイルダーズバーグと呼ばれており、現在のバリ市とバリ町双方を含んでいた。1788年、ジョン・ゴールズベリーとサミュエル・ロジャーズがそれぞれ家族と共に入植したのが最初だった。住民はワイルダーズバーグという名前には不満であり、アメリカ大陸植民地の擁護者アイザック・バリから採ったバリに改名した。1895年、町の中で広さ4.0平方マイル (10.4 km2) の区域が分離し、別の市として法人化された。

### 花崗岩産業

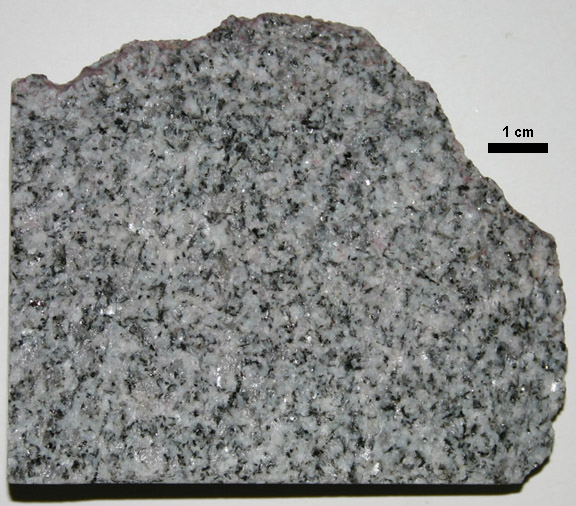
バリ花崗岩のサンプル、グラニットビルにあるロック・オブ・エージズ・ストーン社のE・L・スミス石切り場から産出

バリは自称「世界の花崗岩中心」である。米英戦争（1812年-1815年）の後間もなくミルストーンヒルで膨大な花崗岩鉱脈が発見されたことから始まった花崗岩産業とバリ市そのものは、鉄道の開通とともにブームを迎えた。この膨大な花崗岩の堆積は、地質学者の見積もりで長さ4マイル (6.4 km)、幅2マイル (3.2 km)、深さ10マイル (16 km) あるとされ、その名声はヨーロッパやカナダにも広がった。イタリア、スコットランド、スペイン、スカンディナヴィア、ギリシャ、レバノン、カナダなど多くの国から大挙移民がバリに入って来た。人口は1880年の2,060年から1890年に6,790人、1894年に10,000人と増加した。世紀の変わり目には州内でも最も多様な民族構成の町となっていた。
特にイタリアからの移民が急進的で無政府主義労働運動をもたらした。当初は社会主義労働者党に加盟し、その後は世界産業労働組合に入った。1916年と1929年にはアメリカ社会党員が市長になった。昔の社会主義労働者党ホールが今も残っており、2000年にはアメリカ合衆国国家歴史登録財に指定された。
「バリ・グレー」花崗岩は、肌理が細かく、組織が均一であり、耐候性に優れていたので、世界中でもてはやされた。屋外彫刻にこの花崗岩を好む彫刻家が多かった。1936年、バリの花崗岩石切り場1つから35トンの石を切り出した。
バリ市にあるホープ墓地には彫刻家の作品が多く展示されている。

## 地理と気候
アメリカ合衆国国勢調査局に拠れば、市域全面積は4.0平方マイル (10.4 km2)であり、全て陸地である。市内をウィヌースキー川の支流であるスティーブンス川とジェイルブランチ川が流れている。
市内を州間高速道路89号線、アメリカ国道302号線、バーモント州道14号線、同62号線が通っている。市の西にバーリン町がある他は、市の周囲はバリ町に囲まれている。
| バリ・モントピリア空港（1981年-2010年）の気候 | バリ・モントピリア空港（1981年-2010年）の気候 | バリ・モントピリア空港（1981年-2010年）の気候 | バリ・モントピリア空港（1981年-2010年）の気候 | バリ・モントピリア空港（1981年-2010年）の気候 | バリ・モントピリア空港（1981年-2010年）の気候 | バリ・モントピリア空港（1981年-2010年）の気候 | バリ・モントピリア空港（1981年-2010年）の気候 | バリ・モントピリア空港（1981年-2010年）の気候 | バリ・モントピリア空港（1981年-2010年）の気候 | バリ・モントピリア空港（1981年-2010年）の気候 | バリ・モントピリア空港（1981年-2010年）の気候 | バリ・モントピリア空港（1981年-2010年）の気候 | バリ・モントピリア空港（1981年-2010年）の気候 |
| 月                                            | 1月                                           | 2月                                           | 3月                                           | 4月                                           | 5月                                           | 6月                                           | 7月                                           | 8月                                           | 9月                                           | 10月                                          | 11月                                          | 12月                                          | 年                                            |
| --------------------------------------------- | --------------------------------------------- | --------------------------------------------- | --------------------------------------------- | --------------------------------------------- | --------------------------------------------- | --------------------------------------------- | --------------------------------------------- | --------------------------------------------- | --------------------------------------------- | --------------------------------------------- | --------------------------------------------- | --------------------------------------------- | --------------------------------------------- |
| 平均最高気温 °F （°C）                        | 25.7 (−3.5)                                   | 29.7 (−1.3)                                   | 38.3 (3.5)                                    | 52.6 (11.4)                                   | 65.1 (18.4)                                   | 73.8 (23.2)                                   | 78.0 (25.6)                                   | 76.1 (24.5)                                   | 68.1 (20.1)                                   | 55.6 (13.1)                                   | 43.1 (6.2)                                    | 31.0 (−0.6)                                   | 53.1 (11.7)                                   |
| 平均最低気温 °F （°C）                        | 7.4 (−13.7)                                   | 9.9 (−12.3)                                   | 19.3 (−7.1)                                   | 32.0 (0)                                      | 42.3 (5.7)                                    | 51.7 (10.9)                                   | 56.0 (13.3)                                   | 54.3 (12.4)                                   | 46.5 (8.1)                                    | 35.6 (2)                                      | 27.3 (−2.6)                                   | 14.8 (−9.6)                                   | 33.1 (0.6)                                    |
| 降水量 inch （mm）                            | 2.17 (55.1)                                   | 2.03 (51.6)                                   | 2.38 (60.5)                                   | 2.65 (67.3)                                   | 3.37 (85.6)                                   | 3.68 (93.5)                                   | 3.80 (96.5)                                   | 4.02 (102.1)                                  | 3.26 (82.8)                                   | 3.46 (87.9)                                   | 3.12 (79.2)                                   | 2.67 (67.8)                                   | 36.61 (929.9)                                 |
| 降雪量 inch （cm）                            | 20.4 (51.8)                                   | 15.9 (40.4)                                   | 14.2 (36.1)                                   | 4.6 (11.7)                                    | 0 (0)                                         | 0 (0)                                         | 0 (0)                                         | 0 (0)                                         | 0 (0)                                         | .8 (2)                                        | 8.0 (20.3)                                    | 18.1 (46)                                     | 82 (208.3)                                    |
| 平均降水日数 （≥.01 in）                      | 12.8                                          | 11.3                                          | 11.5                                          | 12.5                                          | 12.8                                          | 12.7                                          | 12.1                                          | 12.1                                          | 10.6                                          | 11.9                                          | 14.0                                          | 14.3                                          | 148.6                                         |
| 平均降雪日数 （≥.1 in）                       | 10.8                                          | 8.4                                           | 6.6                                           | 3.1                                           | 0                                             | 0                                             | 0                                             | 0                                             | 0                                             | .8                                            | 5.1                                           | 10.4                                          | 45.2                                          |
| 出典：NOAA                                    |                                               |                                               |                                               |                                               |                                               |                                               |                                               |                                               |                                               |                                               |                                               |                                               |                                               |

## 人口動態
以下は2000年国勢調査による人口統計データである。
| 基礎データ - 人口: 9,291 人 - 世帯数: 4,220 世帯 - 家族数: 2,253 家族 - 人口密度: 892.4人/km2（2,309.4 人/mi2） - 住居数: 4,477 軒 - 住居密度: 430.0軒/km2（1,112.8 軒/mi2） 人種別人口構成 - 白人: 97.40% - アフリカン・アメリカン: 0.48% - ネイティブ・アメリカン: 0.38% - アジア人: 0.52% - 太平洋諸島系: 0.01% - その他の人種: 0.32% - 混血: 0.89% - ヒスパニック・ラテン系: 1.68% 年齢別人口構成 - 18歳未満: 22.4% - 18-24歳: 7.9% - 25-44歳: 29.5% - 45-64歳: 27.0% - 65歳以上: 13.2% - 年齢の中央値: 38歳 - 性比（女性100人あたり男性の人口） - 総人口: 86.5 - 18歳以上: 82.6 | 世帯と家族（対世帯数） - 18歳未満の子供がいる: 26.3% - 結婚・同居している夫婦: 37.0% - 未婚・離婚・死別女性が世帯主: 12.3% - 非家族世帯: 46.6% - 単身世帯: 39.2% - 65歳以上の老人1人暮らし: 16.0% - 平均構成人数 - 世帯: 2.14人 - 家族: 2.86人 収入と家計 - 収入の中央値 - 世帯: 30,393米ドル - 家族: 42,660米ドル - 性別 - 男性: 33,175米ドル - 女性: 20,319米ドル - 人口1人あたり収入: 18,724米ドル - 貧困線以下 - 対人口: 13.0% - 対家族数: 9.9% - 18歳未満: 16.2% - 65歳以上: 12.6% |

## 市政府
バリ市長はトム・ローゾンである。バリ市は「弱い市長」の政府形態を採っており、市長の任期は2年間、選挙は隔年の3月に行われる。市内は3つの選挙区に分けられ、各区から2人の市政委員を選出する。市政委員の任期は2年間、毎年3月に半数が改選される。
バリ市は常勤の市事務・財務官も選挙で選んでいる。
また常勤の市マネジャーを雇用している。元市政委員のスティーブン・マッケンジーが現マネジャーである。

## スポーツ
プレミア・バスケットボール・リーグに属するバーモント・フロストヒーブスがバリ市のバリ・オーディトリアムとバーリントン市の記念オーディトリアムで試合を行っていた。このチームは当初、雑誌「スポーツ・イラストレイテッド」の記者アレクサンダー・ウルフが所有していた。地元団体が所有権を取得し2010年遅くまで運営していたが、その後に解散した。
ニューイングランド大学間野球リーグに属する大学夏季野球チームであるバーモント・マウンテニアーズが近くにあるモントピリア・レクリエーション・フィールドでホームゲームを行っている。
| チーム名                     | 設立年 | スポーツ         | リーグ                             | 球技場                                                          |
| ---------------------------- | ------ | ---------------- | ---------------------------------- | --------------------------------------------------------------- |
| バーモント・フロストヒーブス | 2005年 | バスケットボール | プレミア・バスケットボール・リーグ | バリ・オーディトリアム、 記念オーディトリアム（バーリントン市） |
| バーモント・マウンテニアーズ | 2003年 | 野球             | ニューイングランド大学間野球リーグ | モントピリア・レクリエーション・フィールド（モントピリア市）    |

## 見どころ
- バリ・オペラハウス[14]
- バリ博物館[15]
- バーモント花崗岩博物館[16]
- スタディオ・プレース・アーツ[17]

## 著名な出身者

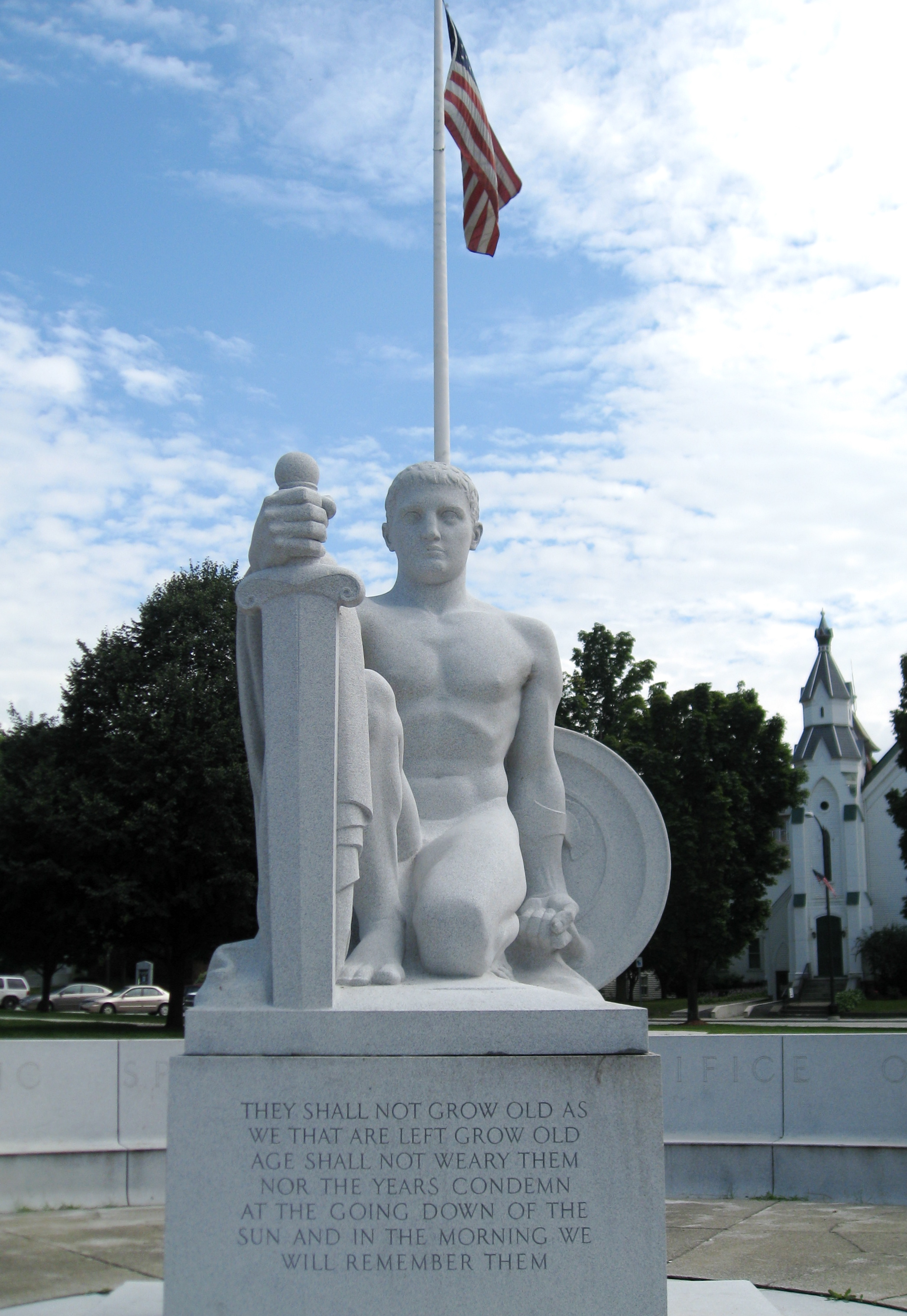
バリ第一次世界大戦記念碑「勝利の若者」、彫刻家C・ポール・ジェネワイン

- キャサリン・パターソン、児童文学作家、代表作は『テラビシアにかける橋』